# Theatre Royal Drury Lane 8th September 1974
Theatre Royal Drury Lane 8th September 1974 – koncertowy album Roberta Wyatta nagrany 8 września 1974 i wydany w 2005 r.

## Historia i charakter albumu
Koncert z 8 września 1974 r. był pierwszym pełnowymiarowym publicznym występem Roberta Wyatta po jego wypadku 1 czerwca 1973 r. Oficjalnie był ogłoszony jako Robert Wyatt & Friends.
Jednym z organizatorów koncertu był Richard Branson, który ściągał muzyków, z którymi Wyatt chciał wystąpić.
Oficjalny afisz informuje, iż koncert składał się z dwóch części. W pierwszej – wystąpił Ivor Cutler i Phyllis April King „z wyborem piosenek i wierszy”. W drugiej – Robert Wyatt z przyjaciółmi. Ostateczny repertuar koncertu różnił się od zapowiedzianego – był dłuższy i wykonano kilka utworów więcej.
Muzycy stanowili czołówkę ówczesnej sceny rocka progresywnego, muzyki eksperymentalnej, rocka awangardowego, jazz rocka i free jazzu. Jedynym problemem był Nick Mason, który jako perkusista Pink Floyd, nie był w stanie zagrać bardziej skomplikowanych rytmów i wystąpił w kilku najprostszych kompozycjach.
W miarę upływu czasu koncert stał się wydarzeniem legendarnym i jego wydanie po 30 latach pozwoliło na skonfrontowanie legendy z rzeczywistością.
Wyatt tak powiedział o tym koncercie:

Wiedziałem, że on będzie zupełnie dobry, gdyż Laurie Allan, Hugh Hopper i Dave Stewart są zasadniczo moją wymarzoną sekcją rytmiczną. Czułem, że niezależnie od tego jak zły on będzie, to oni i Fred Frith, i inni, będą w stanie wyciągnąć coś z kapelusza. Jednak ludzie tacy jak ja nie są zasadniczo szybko myślącymi i my najlepiej pracujemy bez ludzi... patrzących na nas.

## Muzycy
- Robert Wyatt – śpiew, instrumenty klawiszowe
- Julie Tippetts – śpiew, instrumenty klawiszowe (9, 10, 14)
- Ivor Cutler – śpiew (13)
- Dave Stewart – instrumenty klawiszowe (2, 3, 4, 5, 6, 7, 8, 10, 11, 12, 13, 14)
- Laurie Allan – perkusja (2, 3, 4, 5, 6, 7, 8, 10, 11, 12, 13, 14)
- Hugh Hopper – gitara basowa (2, 3, 4, 5, 6, 7, 8, 10, 11, 12, 13, 14)
- Fred Frith – skrzypce, gitara, altówka (2, 3, 6 14)
- Mongezi Feza – trąbka (6, 14)
- Gary Windo – instrumenty dęte (7, 14)
- Mike Oldfield – gitara (7, 8, 11, 13, 14)
- Nick Mason – perkusja (10, 11, 13, 14)

## Lista utworów
| 1.  | Zapowiedź Johna Peela                               | 2:16    |
|     |                                                     |         |
| 2.  | Dedicated to You But You Weren't Listening (Hopper) | 1:36    |
|     |                                                     |         |
| 3.  | Memories (Hopper)                                   | 3:58    |
|     |                                                     |         |
| 4.  | Sea Song (Wyatt)                                    | 9:13    |
|     |                                                     |         |
| 5.  | A Last Straw (Wyatt)                                | 4:38    |
|     |                                                     |         |
| 6.  | Little Red Riding Hood Hit the Road (Wyatt)         | 6:42    |
|     |                                                     |         |
| 7.  | Alife (Wyatt)                                       | 4:28    |
|     |                                                     |         |
| 8.  | Ailifib (Wyatt)                                     | 6:24    |
|     |                                                     |         |
| 9.  | Mind of a Child (Tippets)                           | 5:26    |
|     |                                                     |         |
| 10. | Instant Pussy (Wyatt)                               | 4:22    |
|     |                                                     |         |
| 11. | Signed Curtain (Wyatt)                              | 4:42    |
|     |                                                     |         |
| 12. | Calyx (Miller/Wyatt)                                | 3:19    |
|     |                                                     |         |
| 13. | Little Red Robin Hood Hit the Road (Wyatt)          | 6:12    |
|     |                                                     |         |
| 14. | I'm a Believer (Diamond)                            | 7:36    |
|     |                                                     |         |
|     |                                                     | 1:10:52 |
|     |                                                     |         |

## Opis płyty
- Data nagrania – 8 września 1974
- Miejsce – Theatre Royal Drury Lane, Londyn
- Miksowanie – Jamie Johnson
- Studio – Gallery Studios w Kilburn
- Data – lato 2005
- Projekt artystyczny całości opakowania – Phil Smee
- Długość – 76:05
- Firma nagraniowa – Hannibal
- Data wydania – 10 października 2005 Wielka Brytania; 11 października 2005 USA
- Numer katalogowy – HNCD 1507